# Faculté de médecine de Paris
Ne doit pas être confondu avec les bâtiments de l'École de médecine, qui ont hébergé la faculté de 1795 à 1970, ainsi qu'avec la Faculté de médecine de Sorbonne Université ou la Faculté de santé de l'université Paris-Cité, qui sont les héritières de la faculté.
La faculté de médecine de Paris était l'une des composantes de l'université de Paris depuis 1794, trouvant ses origines dans l'ancienne faculté de médecine de Paris fondée vers 1200. À sa refondation en 1808, elle s'installe dans les bâtiments de l'ancienne Académie royale de chirurgie du 12 rue de l'École-de-Médecine, et dans l'ancien couvent des Cordeliers au 15 rue de l'École-de-Médecine.
Elle est scindée en plusieurs facultés différentes en 1970.
L'ancienne faculté fondée au XIIe siècle était l'une des « compagnies » de l'ancienne université de Paris et siégeait dans les bâtiments de l'hôtel de la Bûcherie jusqu'en 1775 puis dans l'ancienne École des décrets rue Jean-de-Beauvais avant d'être fermée en 1793.
Aujourd'hui, la présidence de l'université Paris-Cité ainsi que le Musée d'histoire de la médecine occupent le n°12, tandis que la faculté de santé de l'université Paris-Cité, son UFR de médecine, ainsi que la présidence de Sorbonne Université et son Centre de recherche des Cordeliers occupent le n°15.

## Histoire

### XVIIIesiècle: l'École de santé de Paris
Le 8 août 1793, la faculté de médecine de l'ancienne université de Paris, alors située rue de la Bûcherie, ainsi que l'Académie royale de chirurgie, située au 12, rue Marat, future rue de l'École-de-Médecine) sont supprimées par la Convention.
Le 4 décembre 1794, l'École de santé de Paris est créée par décret, reprenant les fonctions de la faculté de médecine de l'ancienne université de Paris. Les bâtiments de l'Académie royale de chirurgie (n°12) et de l'ancien couvent des Cordeliers, devenus biens nationaux, sont affectés à la nouvelle école de santé, et les cours débutent en janvier 1795. Le 27 juillet 1794, époque de la chute de Robespierre, la rue Marat prend le nom de « rue de l'École-de-Santé ».
L'École de santé de Paris doit former les futurs chirurgiens des armées de la République. En 1797, elle accueille plus de 1 000 étudiants, alors qu'elle n'était prévue que pour en former 300 étudiants. Ils y suivent des cours d'anatomie, d'histoire naturelle et de chimie.

### XIXesiècle: l'École puis faculté de médecine de Paris
En 1798, l'École de santé devient « l'École de médecine de Paris », qui donnera son nom à la rue.
Sous le Premier Empire, l'École de médecine de Paris est érigée en faculté par décret du 17 mars 1808. Elle devient la faculté de médecine de Paris, et retrouve ainsi son titre de l'Ancien Régime. En 1812, près de 1 300 étudiants sont inscrits en première année au sein de la faculté. La partie orientale du cloître du couvent des Cordeliers est affectée à la faculté, qui en conserve le tracé et utilise même les pierres pour sa reconstruction. Elle s'y développe et ensevelit une partie de l'ancien couvent.
En 1835, la faculté crée le musée Dupuytren au sein du bâtiment du réfectoire du couvent des Cordeliers, en même temps que la création d'une chaire d'anatomie pathologique au sein de la faculté par Jean Cruveilhier, un élève de Guillaume Dupuytren, anatomiste et professeur de médecine. 

### XXesiècle

#### Regroupement au sein de la nouvelle université de Paris
En 1896, l'École de médecine de Paris est regroupée avec les quatre autres facultés parisiennes pour former la nouvelle université de Paris. En 1900, « l'École pratique » de la faculté est bâtie par l'architecte français Léon Ginain à l'emplacement des anciens bâtiments du couvent des Cordeliers, qui ont été abattus en 1880, au 15, rue de l'École-de-Médecine.

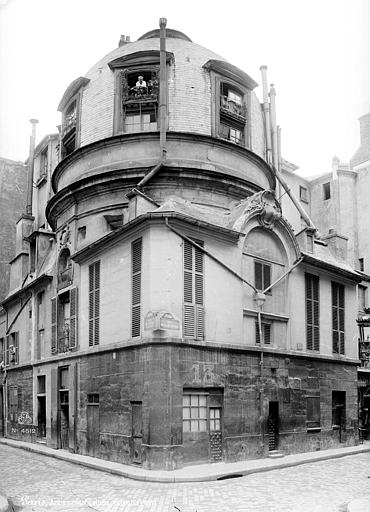
Le siège de la faculté de médecine de l'ancienne université de Paris jusqu'en 1793, rue de la Bûcherie.
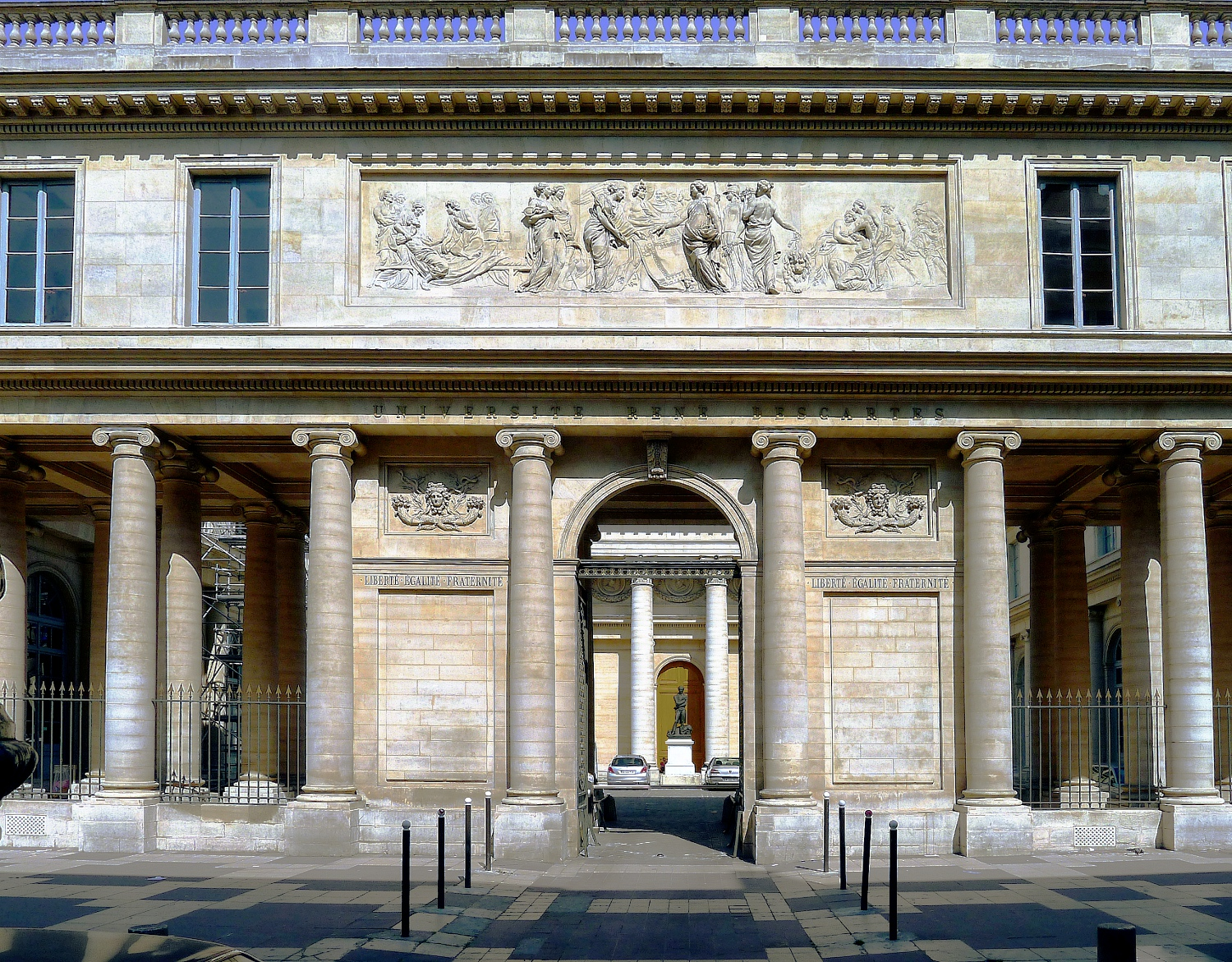
Le bâtiment de l'ancienne Académie royale de chirurgie, siège de la faculté, de 1808 à 1970. Elle aujourd'hui le siège de l'université Paris-Cité, et est occupée par la bibliothèque et le musée de l'université.
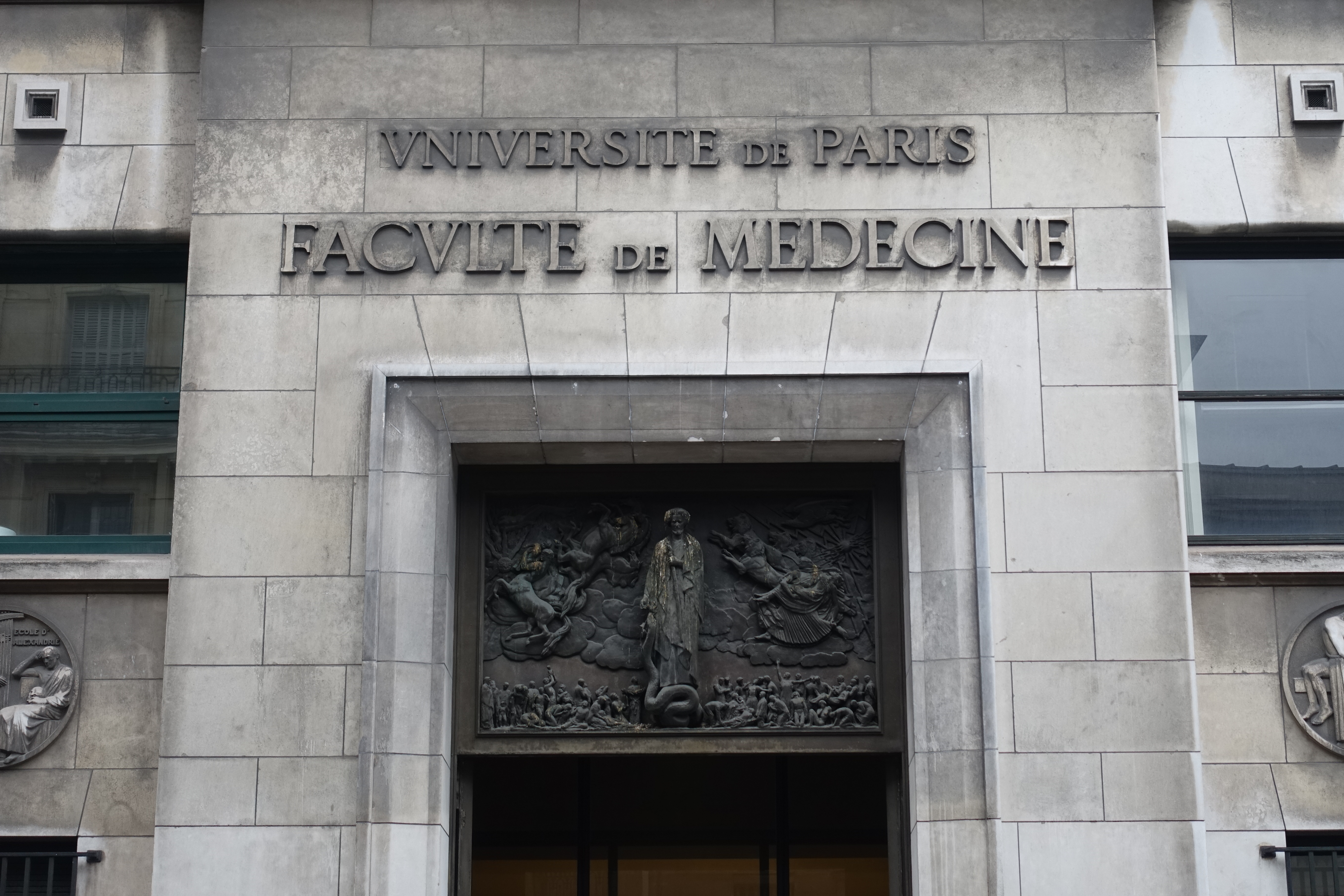
La « Nouvelle Faculté de médecine », inaugurée en 1953 pour pallier la saturation de la faculté. Elle est aujourd'hui occupée par la faculté des sciences de l'université Paris-Cité.
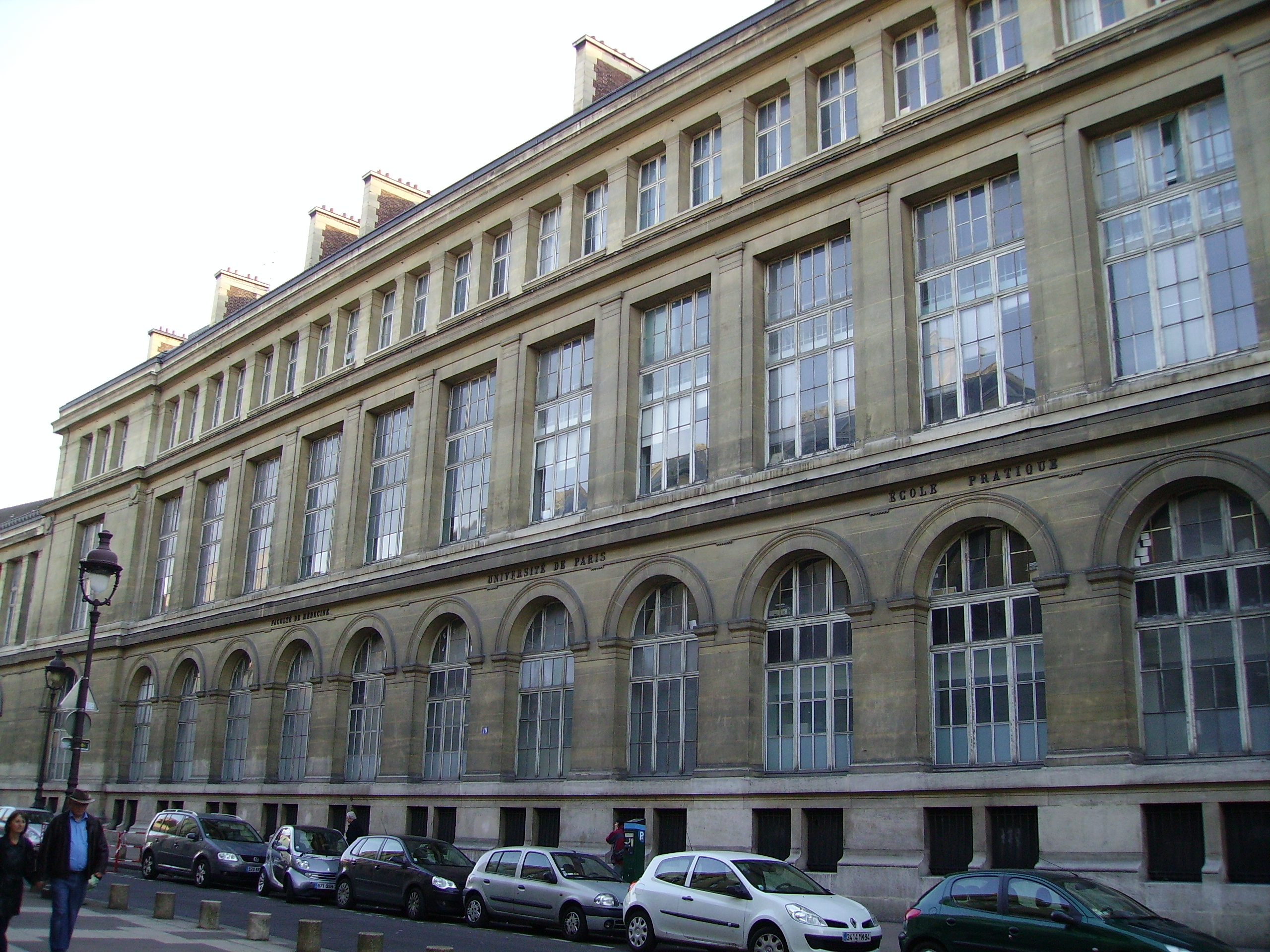
L'École pratique de la faculté, inauguré en 1900. Il est aujourd'hui occupé par la faculté de santé et la présidence de Sorbonne Université.

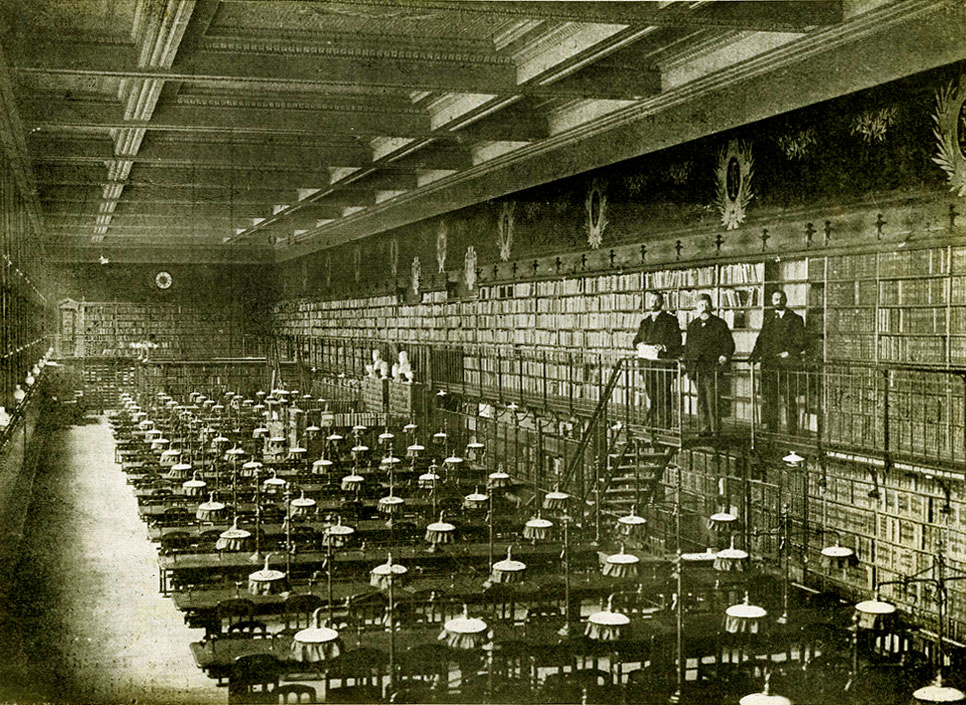
La bibliothèque de la faculté a joué un rôle important pour la formation des médecins, ici en 1908.

Démembrement de la faculté et de l'université de Paris
En 1970, la faculté de médecine de Paris est divisée entre plusieurs nouvelles universités autonomes qui se répartissent les hôpitaux parisiens à la suite de la loi Faure, et aujourd'hui rassemblées dans deux universités différentes : la faculté de santé de l'université Paris Cité qui accueille désormais plus de 25 000 étudiants en médecine, par regroupement de deux anciennes unités de formation et de recherche : l'UFR de médecine Paris Centre (anciennement rattachée à Paris-Descartes, Paris-V) qui accueillait environ 9 900 étudiants en médecine et l'UFR de médecine Paris Nord (anciennement partie de Paris-Diderot, Paris-VII), voulue par le professeur Jean Bernard, opposé à une scission de la médecine et de la biologie, et qui accueillait environ 7 700 étudiants ; la faculté de médecine de Sorbonne Université (jusqu'en 2017, composante de l'université Pierre-et-Marie-Curie (Paris VI) : la Pitié-Salpêtrière et Saint-Antoine, environ 8 000 étudiants). 
Les deux premières (Paris-Descartes et Paris-Diderot) conduisaient un projet de partenariat poussé (unification de l'enseignement dentaire, par exemple), jusqu'à leur fusion au 1er janvier 2020 au sein de l'université Paris-Cité.

## Blason
Comme l'université et ses différents organes, c'est tardivement, à la Renaissance, que la faculté s'est dotée d'armes propres. Le 2 octobre 1597, elle a adopté la devise « Urbi et Orbi Salus » (sain toujours et en tout lieu) et l'écu :
- d'azur à trois cigognes passantes au naturel portant chacune en leur bec une branche d'origan, un soleil rayonnant d'or chassant les nues en chef.

La devise reprend une patente accordée par une bulle datée du 23 mars 1460 du pape Nicolas V, lui-même fils de médecin, diplômé de l'université de Bologne et fondateur de la Bibliothèque vaticane, conférant à tout licencié de l'université de Paris une reconnaissance par toute autre université de sa compétence d'exercice. Cette équivalence universelle était particulièrement importante pour la faculté de médecine qui promettait ainsi à ses futurs médecins une possibilité d'installation même à l'étranger et assurait la pérennité d'un recrutement dans toute l'Europe catholique, ce qui était moins évident avec l'émergence au sortir de la guerre de Cent Ans de nations bien distinctes.
Le métal de l'écu est le bleu de France. Le soleil chassant les nuages symbolise les lumières dispensées par l'enseignement et la lutte contre l'obscurantisme. L'Université elle-même arborant une bible descendue des nues, c'était peut-être aussi une façon ironique de se démarquer de la maison-mère en insistant sur des prétentions scientifiques ou du moins naturalistes de la médecine. Origan est le nom grec de la marjolaine, anciennement mariolaine, c'est-à-dire « petite image sainte de la Vierge Marie » (cf. « mariole », sens antithétique). L'étymologie fantaisiste « herba maiorana », c'est-à-dire remède majeur en latin de carabin, a peut-être renforcé le sens de remède souverain. Il semble donc que les médecins se soient bien amusés en forgeant ces armes. La cigogne est un jeu de mots sur son nom en ancien français, soigne (littéralement, l'oiseau qui veille à la bécquée), et sur sa figure légendaire de la Mère Gigogne, comparée à une alma mater ou une mère-poule abritant les étudiants sous ses jupes (cf. la même observation d'un long bec supposé nourricier transposée dans la légende des bébés apportés par les cigognes).
La persistance du blason de la faculté au travers de ses dissolutions successives est un signe curieux et rare de permanence dans l'histoire de France. Il n'est toutefois pas tout à fait exceptionnel, ainsi pour le Conseil d'État ou le collège d'Harcourt par exemple.

## Doyens
Au XXe siècle les derniers doyens de la faculté de médecine de Paris furent successivement Georges Maurice Debove, Léon Binet, Gaston Cordier et Georges Brouet.

## Bâtiments

### À l'origine
La faculté de médecine du Moyen Âge dispensait son enseignement dans les divers collèges de l'Université plus ou moins spécialisés, l'accès aux études de médecine exigeant une formation initiale ès Arts c'est-à-dire les études générales. Le siège de la faculté se trouvait rue de la Bûcherie, dans un ensemble de bâtiments détruits puis reconstruits par la faculté au XVIIIe siècle pour former l'actuel hôtel de la Bûcherie. La faculté était ainsi située en face de l'Hôtel-Dieu, lequel se trouvait avant sa reconstruction au XIXe siècle sur la rive sud de l'Île de la Cité, et à proximité du siège de l'Université dont les représentants se retrouvaient les grands jours en l'église Saint-Julien-le-Pauvre. Le siège a été ultérieurement transféré rue Jean-de-Beauvais près des collèges de Presles et de Beauvais.
C'est à la Renaissance que le collège des Cordeliers ouvre pour les chirurgiens une salle d'anatomie, l'amphithéâtre Saint-Côme, rue de l'École de Médecine un peu en contrebas de l'actuel boulevard Saint Michel (en face de l'actuelle pâtisserie viennoise). Le collège des Cordeliers était appelé ainsi parce qu'il louait ses bâtiments au monastère franciscain sis entre les actuelles rue de l'École-de-Médecine, boulevard Saint-Michel (alors rue de La Harpe), rue de l'Odéon (alors fossé d'enceinte) et l'actuel parc du Luxembourg.
Le développement de la chirurgie soutenu par l'œuvre d'Ambroise Paré puis la Société Royale amène à affecter un bâtiment spécifique au collège des chirurgiens de l'autre côté de la rue de l'École de Médecine, dans le collège de Bourgogne transformé en 1763 en Académie royale de chirurgie. Les locaux sont modifiés en 1794 par l'architecte Jacques Gondouin (côté rue de l'École-de-médecine) : un portique à quatre rangées de colonnes ioniques devant une cour ceinturée d'une colonnade, ainsi qu'un amphithéâtre sous un péristyle corinthien. À partir de 1855 différents projets d'agrandissement sont évoqués mais ne se réalisent pas. Le projet de Léon Ginain est finalement retenu et les travaux commencent en 1879 et durent jusqu'en 1900 : un escalier, la salle du conseil, la bibliothèque, le musée et les archives. Sur la façade donnant sur le boulevard Saint-Germain, la porte d'entrée « magistrale » est encadrée par deux statues de Crauk représentant les allégories de la médecine et la chirurgie.

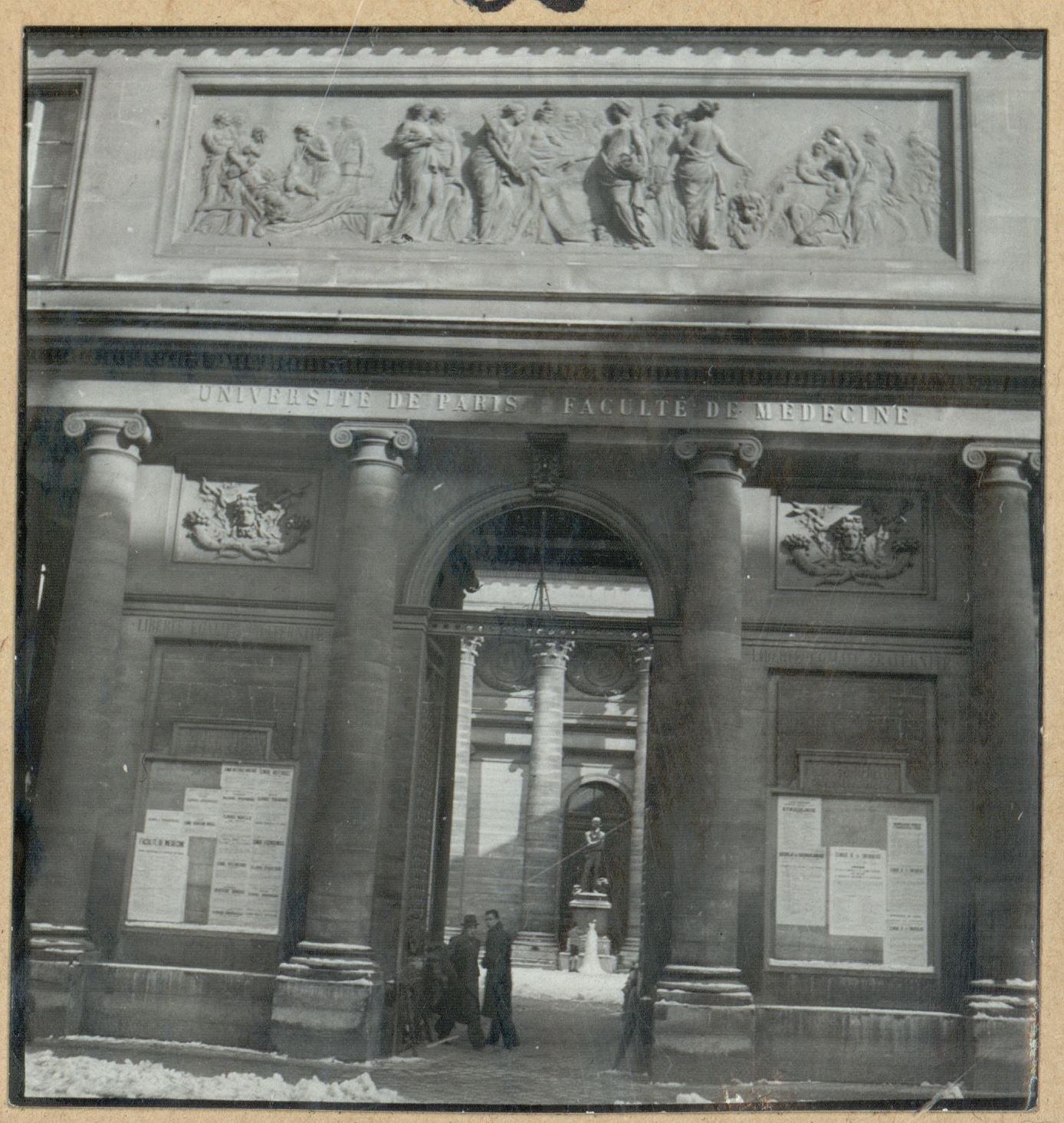
Porche d'entrée de la faculté de médecine de l'université de Paris, 1940 (bibliothèque de la Sorbonne, NuBIS).

### Actuellement

#### Rue de la Bûcherie
Le bâtiment qui reçut les premiers cours de la faculté, fut utilisé par l'université jusqu'en 1775. Il connut ensuite plusieurs fonctions (maison close, imprimerie, etc.), et fut sauvé en 1896 de la destruction à laquelle il semblait promis, par l'action du docteur Jules Le Baron. Aujourd'hui, le lieu abrite le Philanthro-Lab.

#### 12 rue de l'École-de-Médecine (85 boulevard Saint-Germain)
Le bâtiment du 12 rue de l'École-de-médecine, siège de Académie royale de chirurgie lors de son inauguration en 1774, accueille au XIXe siècle la faculté de médecine. Il abrite aujourd'hui le siège de l'université Paris-Cité, ainsi que son musée d'Histoire de la médecine.
L'entrée par le 85, boulevard Saint-Germain du bâtiment abrite, depuis 2020, la présidence et les services centraux de l'université Paris-Cité et le pôle médecine-odontologie de la Bibliothèque interuniversitaire de Santé.

#### 15 rue de l'École-de-Médecine
Le bâtiment situé à l'emplacement de l'ancien couvent des Cordeliers, désormais le campus des Cordeliers au 15, rue de l'École-de-Médecine abrite la nouvelle faculté de médecine de l'université Paris-Cité, jusqu'en 2016 le musée Dupuytren, ainsi que la présidence de Sorbonne Université au 21, rue de l'École-de-Médecine.

#### Annexe de la rue des Saints-Pères
Une importante annexe initialement baptisée Nouvelle faculté de médecine a été construite dans les années 1940 et 1950 rue des Saints-Pères (no 45) afin de désengorger la faculté de médecine en accueillant les étudiants de 1re et 2e année. À la suite des événements de mai 1968, la faculté de médecine de l'université de Paris est éclatée en dix UFR distincts et répartis dans Paris, sur les sites de Lariboisière-Saint-Louis, Cochin, Necker, ou encore Bichat.
Depuis, le bâtiment n'abrite plus la faculté de médecine. Il abrite les enseignements en sciences de l'université Paris-Descartes, puis la faculté des sciences de l'université Paris-Cité, et ses UFR de sciences fondamentales et biomédicales, mathématiques et informatique ainsi qu'en sciences humaines et sociales. Il occupe l'emplacement de l'ancien hôpital de la Charité fondé au début du XVIIe siècle par des frères hospitaliers de Saint-Jean-de-Dieu, communément appelés frères de la charité que Marie de Médicis avait fait venir de Florence. Il relève également de l'université Paris-Cité.